# Мелет
Мелет (дав.-гр. Μέλητος, V—IV століття до н. е.) — громадянин Стародавніх Афін. Відомий як безпосередній обвинувач Сократа під час судового процесу, який завершився винесенням смертного вироку філософу.

## Життєпис
Інформації про життя Мелета вкрай мало. Припускається, що він був сином поета і драматурга Мелета з дема Пітф, якого у своїх творах кілька разів згадав Арістофан. Платон при описі подій суду над Сократом 399 року до н. е., називає Мелета людиною молодою та маловідомою. Також він наводить опис зовнішності обвинувача Сократа — кирпатий з довгим волоссям і рідкою борідкою.
Античні джерела називають Мелета безпосереднім обвинувачем Сократа. Ініціатором судової справи був видатний афінський політик Аніт, який залишався в тіні. Другорядний трагічний поет, мабуть, зачеплений насмішками Сократа, Мелет став безпосереднім подавцем скарги. Формулу звинувачення дослівно, що узгоджується з інформацією у Платона і Ксенофонта, передає Діоген Лаертський: «Заяву подав і клятву приніс Мелет, син Мелета, з [дема] Пітфа, проти Сократа, сина Софроніска, з [дема] Алопеки: Сократ винен в тому, що не шанує богів, яких шанує місто, а вводить нові божества, і винен в тому, що розбещує юнацтво; а покарання за те — смерть».
На суді після звинувачення Мелета з додатковими промовами проти Сократа виступили Аніт та Лікон. Згідно з різними версіями, промову для Мелета написав або Аніт, або софіст Полікрат. Другорядність Мелета в процесі підкреслює Платон в «Апології Сократа», де Мелет представлений дійовою особою з яким полемізує Сократ. У творі обвинувачений філософ каже: «якби Аніт і Лікон не прийшли сюди, щоб звинувачувати мене, він був би змушений сплатити тисячу драхм як той, хто не отримав п'ятої частини голосів». За афінським законодавством громадянин, обвинувачення якого набирало менше п'ятої частини від загальної кількості голосів суддів, підлягав штрафу. Також йому заборонялося надалі подавати судові позови.
Сократ у судовій промові, згідно з викладом Платона, так охарактеризував свого безпосереднього обвинувача: «людина ця велика зухвалість і бешкетник і що він подав на мене цю скаргу просто за нахабством і бешкетністю та ще за молодістю років».
По суті Аніт з Мелетом виграли процес. Сократ був засуджений до смерті. Про подальшу долю обвинувачів повідомляють Діодор Сицилійський і Діоген Лаертський. За версією Діодора, афіняни розкаялися і наказали стратити їх без суду. За версією Діогена, за вчителя помстився Антисфен. Через кілька днів після смерті Сократа він зустрів прибулих здалеку юнаків, які хотіли поспілкуватися зі знаменитим філософом. Антисфен не тільки відвів їх до Аніта, але і з глузуванням заявив, що той перевершив Сократа як в розумі, так і в чесноті. Цим він домігся обурення присутніх, яке і призвело до засудження Мелета, Аніта та інших причетних до засудження Сократа осіб.
Мелета, обвинувача Сократа, можуть ототожнювати з двома тезками — драматургом-батьком і згаданим у промовах Андокіда і Лісія прихильником Тридцяти тиранів. Так, наприклад, академік Владик Нерсесянц ставить у провину Мелету, обвинувачу Сократа, переслідування неугодних режиму Тридцяти тиранів осіб. Цю історію, без вказівки імені Мелета, наводить Сократ в судовій промові. Під час правління олігархів його, і ще чотирьох афінян, викликали до Толосу, де засідали члени уряду, які наказали відправитися на Саламін, щоб заарештувати якогось Леон(т)а. Сократ, розуміючи всі ризики, не послухався олігархів і пішов додому, так як ця дія суперечила його внутрішнім переконанням. Андокід стверджував, що Леона заарештував афінянин на ім'я Мелет. Також Андокід згадує Мелета серед підозрюваних в процесі гермокопідів (415 рік до н. е.). Ксенофонт називає Мелета послом від афінських олігархів до Спарти Професор Дебра Нейлз у своїй монографії підкреслює, що згаданий у Андокіда Мелет не може бути обвинувачем Сократа. До нього ніяк не підходять характеристики «молодий і маловідомий». Аніт був одним з ватажків демократичної партії, в той час як, який заарештувавший Леона, Мелет явно симпатизував олігархам.

## У культурі
Мелета також зображували в історичних творах та фільмах, пов'язаних із Сократом. У фільмі «Сократ» 1971 року роль Мелета виконав актор Еміліо Мігель Ернандес, фільмі «Сократ» 1991 року — Габріель Воробйов.